# Advent Kiadó
Az Advent Kiadó a Hetednapi Adventista Egyház könyvkiadója.

## Története

### 1911–1950
Az egyház 1911-ben nyitotta meg az akkori Váci körút 16. szám alatt. A Kiadó a hamburgi Vallásos Iratok Nemzetközi Kiadóhivatalának volt a leányvállalata. 1920 áprilisában Újpesten nyomdát is vásárolt az adventista egyház. 1922 júniusában vették meg azt a Németvölgyi úti 26. szám alatti ingatlant, ahol a kiadóhivatal és a nyomda 1950-ig, az államosításig működött.

### 1990-től
Az adventista könyvkiadás az 1970-es években indult újra, 1988-ban a kiadó újjáalakult, új épületét 1990-ben avatták fel Rákoscsabán.